# Teoría estándar
La teoría estándar fue el primer modelo de gramática generativa propuesto por Noam Chomsky, así como la primera postulación completa de la gramática transformacional.

## Componentes del modelo
Se trata de un dispositivo compuesto por tres componentes diferenciados que procesan diferentes aspectos de una expresión lingüística:
- Un componente sintáctico que se encarga de la generación de la oración.
- Un componente semántico que se encarga del procesamiento semántico de la oración.
- Un componente fonológico que se encarga de la asignación de representación fonética a la oración.

La teoría fue parcialmente reformulada en la llamada teoría estándar extendida, donde se admitía que algunas transformaciones podían cambiar el significado. Más tarde se introdujo la teoría de la traza y se creó la teoría estándar extendida y revisada.

### El componente sintáctico
El componente sintáctico está compuesto por dos subcomponentes:
- Un subcomponente base que contiene reglas de estructura de frase y reglas de inserción léxica. Las reglas de estructura de frase son reglas formales que especifican el cambio de un símbolo categorial por otros signos categoriales. Por ejemplo:

{\displaystyle {\mbox{O}}\rightarrow {\mbox{SN}}+{\mbox{SV}}}

que se lee: "una oración se reescribe como un sintagma nominal seguido de un sintagma verbal. Otras reglas son:

{\displaystyle {\begin{cases}{\mbox{SV}}\rightarrow {\mbox{V}}+{\mbox{SN}}\\{\mbox{SN}}\rightarrow {\mbox{det}}+{\mbox{N}}\end{cases}}}

que se leen "un sintagma verbal se reescribe como un verbo seguido de un sintagma nominal" y "un sintagma nominal se reescribe como un determinante seguido por un nombre".
Las reglas de inserción léxica permiten importar unidades terminales desde el lexicón. Por ejemplo:

{\displaystyle {\begin{cases}{\mbox{V}}\rightarrow \{{\mbox{come, bebe, corre, }}\dots \}\\{\mbox{N}}\rightarrow \{{\mbox{ni}}{\tilde {\mbox{n}}}{\mbox{a}},{\mbox{auto, helado}}\dots \}\\{\mbox{det}}\rightarrow \{{\mbox{el, la}}\}\end{cases}}}

Secuencias de reglas como estas permiten la derivación de oraciones como "la niña come el helado". Sin embargo, también pueden derivarse expresiones anómalas como "el auto come la niña". Es aquí cuando funcionan los rasgos de sub-categorización. Estos son los rasgos distintivos de las unidades del lexicón. Por ejemplo, la palabra "niña" se caracteriza por poseer rasgos como los siguientes:
[ + N + común + humano... ]
a diferencia de una palabra como "auto" que tiene rasgos como:
[ + N + común - humano... ]
Con estos ejemplos, un verbo como "comer" solo podría seleccionar como sujeto palabras con el rasgo [ + humano ]. La diferencia entre las reglas de estructura de frase y las reglas de inserción léxica es que las primeras son independientes del contexto, mientras que las segundas son sensibles a los elementos vecinos.
El producto de la derivación de estas reglas es llamado estructura profunda.
- Un subcomponente transformacional que se encarga de transformar esa expresión activa, declarativa y afirmativa que es la estructura profunda en construcciones más complejas como oraciones pasivas, interrogativas o negativas. Así, una expresión como "Juan patea la pelota" puede transformarse en oraciones como "la pelota es pateada por Juan" o "¿Quién patea la pelota? El producto de este subcomponente es denominado estructura superficial.

### El componente semántico
El componente semántico comprende el conjunto de principios y mecanismos gracias a los cuales se puede interpretar el significado de una oración. Esta interpretación se realiza sobre la estructura profunda y por tanto dos frases cuya forma superficial sea diferente pero cuyo significado es el mismo deberían tener la misma estructura profunda. Así dos oraciones como (1a) y (1b) corresponderían la misma estructura profunda:
(1a) El perro de Juan mordió a Pedro.
(1b) Pedro fue mordido por el perro de Juan.
Mientras que en la primera no habría transformaciones, en la segunda habría habido algún tipo de transformación que habría colocado los constituyentes en un orden diferente y habría dado al verbo una morfología de voz pasiva.
Se entendía que el significado de una expresión está dado en su forma primitiva o estructura profunda y que ninguna de las transformaciones aportaba cambio de significados. Sin embargo, algunos casos complicados en presencia de cuantificadores llevaron a admitir que algunas transformaciones sí podían comportar cambios de significado. Ese cambio en la teoría fue uno de los factores que llevaron a la teoría estándar extendida. Un ejemplo de transformación de pasiva que parecía comportar cambio de significado era el siguiente:
(2a) Mucha gente lee pocos libros.
(2b) Pocos libros son leídos por mucha gente.

### El componente fonológico
Se encarga de asignar una realización fonética a la oración. Esta asignación se realiza sobre la estructura Superficial. En este nivel se harían los ajustes de entonación, la elección de alomorfos, etc.

## Algunas críticas al modelo
- La sobregeneración: En un artículo influyente escrito por P. Stanley Peters Jr. y R. W. Ritchie denominado "On the generative power of transformational grammars", se señaló el hecho de que, matemáticamente, las gramáticas basadas en transformaciones no generaban solo las oraciones pertenecientes a una lengua, sino que tenían un poder generativo similar al de una máquina de Turing.[1]
- Las transformaciones aportarían cambios en el significado: numerosos semantistas señalaron el hecho de que, por ejemplo, una transformación de pasiva podía manifestar un cambio de significado en una oración con más de un cuantificador (por ejemplo: la oración "tres amigos compraron una casa" es ambigua a diferencia de "una casa fue comprada por tres amigos). Esto significaría que el componente semántico no interpretaría la estructura profunda, sino la estructura superficial.
- La naturaleza de la estructura profunda: No se explica por qué la estructura profunda debe ser de índole sintáctica si su principal función es de soporte de la interpretación semántica.
- Tensión entre la adecuación explicativa y la adecuación descriptiva: La Gramática Transformacional postuló que una teoría lingüística debía dar tanto una buena descripción de la estructura de una lengua (adecuación descriptiva) como una respuesta al problema lógico de la adquisición del lenguaje (adecuación explicativa). Sin embargo, los modelos basados en reglas manifiestan una tensión entre ambos tipos de adecuaciones. Una gramática con mayor número de reglas permite explicar mayor cantidad de fenómenos lingüísticos pero, a la vez, es difícil explicar la adquisición de una cantidad de reglas tal como para describir una lengua (ya que las gramáticas generativas intentan reflejar la competencia lingüística).